# Нерсисян, Гагик Грачаевич
Га́гик Грача́евич Нерсися́н (арм. Գագիկ Ներսիսյան, 5 февраля 1951 — село Ншаван, Арташатский район) — армянский политический деятель.
- 1966—1971 — Ереванский государственный университет. Химик.
- 1976—1978 — был заведующим отдела завода витаминных препаратов.
- 1978—1990 — старший инженер, младший, затем старший научный сотрудник армянского филиала "Иреа" ВНИИ химических реактивов и сверхчистых химических материалов.
- 1990—1995 — был депутатом верховного совета Армении. Член «АОД».
- 1995—1999 — вновь был депутатом парламента. Член постоянной комиссии по внешним сношениям. Член «АОД».
- 1999—2003 — генеральный директор завода «Наирит».